# Екіго Ехісун
Екіго Ехісун (англ. Ekigho Ehiosun, нар. 25 червня 1990, Лагос) — нігерійський футболіст, нападник азербайджанського клубу «Габала» і національної збірної Нігерії.

## Клубна кар'єра
У дорослому футболі дебютував 2007 року виступами за команду клубу «Дельта Юнайтед», в якій провів один сезон. Своєю грою за цю команду привернув увагу представників тренерського штабу клубу «Варрі Вулвз», до складу якого приєднався 2008 року. Відіграв за команду з Варрі наступні три сезони своєї ігрової кар'єри. В новому клубі був серед найкращих голеодорів, відзначаючись забитим голом в середньому щонайменше у кожній третій грі чемпіонату.
Згодом з 2011 по 2014 рік грав у Туреччині в складі команд клубів «Самсунспор» та «Генчлербірлігі».
До складу клубу «Габала» приєднався 2014 року. Відтоді встиг відіграти за команду з Габали 24 матчі в національному чемпіонаті.

## Виступи за збірну
2011 року дебютував в офіційних матчах у складі національної збірної Нігерії. Наразі провів у формі головної команди країни 6 матчів, забивши 1 гол.